# Czechosłowacja na Zimowych Igrzyskach Paraolimpijskich 1976
Czechosłowację na Zimowych Igrzyskach Paraolimpijskich 1976 w Örnsköldsvik reprezentowało pięciu zawodników, w tym jedna kobieta.
Był to debiut ekipy Czechosłowacji na zimowych igrzyskach paraolimpijskich. Reprezentanci tego kraju zdobyli trzy złote medale, wszystkie za sprawą narciarki alpejskiej Evy Lemezovej. Konkurencje w których brała udział były jednak bardzo słabo obsadzone.

## Zdobyte medale
| Medal | Zawodnik     | Dyscyplina            | Konkurencja       |
| ----- | ------------ | --------------------- | ----------------- |
| Złoto | Eva Lemezova | Narciarstwo alpejskie | kombinacja III    |
| Złoto | Eva Lemezova | Narciarstwo alpejskie | slalom gigant III |
| Złoto | Eva Lemezova | Narciarstwo alpejskie | slalom III        |

## Wyniki

### Biegi narciarskie
- Josef Buros
  - bieg średniodystansowy na 15 km A (14. miejsce)
  - bieg krótkodystansowy na 10 km A (15. miejsce)
- Miloslav Klimes
  - bieg średniodystansowy na 10 km III (10. miejsce)
  - bieg krótkodystansowy na 5 km III (11. miejsce)
- Jiri Reichel
  - bieg średniodystansowy na 15 km B (16. miejsce)
  - bieg krótkodystansowy na 10 km B (15. miejsce)

### Narciarstwo alpejskie
Mężczyźni
- Miloslav Klimes
  - kombinacja III (10. miejsce)
  - slalom gigant III (10. miejsce)
  - slalom III (13. miejsce)
- Harald Seidel
  - kombinacja II (7. miejsce)
  - slalom gigant II (8. miejsce)
  - slalom II (10. miejsce)

Kobiety
- Eva Lemezova
  - kombinacja III (1. miejsce)
  - slalom gigant III (1. miejsce)
  - slalom III (1. miejsce)